# Gulnazar Keldi
Pour les articles homonymes, voir Keldi.
Gulnazar Keldi (en russe: Гульназар Кельдиевич Келдиев;  en persan: گلنازار کلدیویچ کلدیف; en tadjik: Гулназар Келдиевич Келдиев), né le 20 septembre 1945 à Dardar et mort le 13 août 2020 à Douchanbé, est un poète, écrivain et journaliste tadjik. Il est notamment l'auteur des paroles du l'hymne national du Tadjikistan, Surudi milli.

## Biographie
Diplômé de l'Université nationale tadjike en 1966, il travaille comme journaliste indépendant avant de devenir rédacteur en chef du journal Komsomoli Tojikiston. À partir de 1991, il est l'éditeur de l'hebdomadaire littéraire et artistique Adabiyot va san'at.
Il meurt des suites du covid-19.